# Rådhuset
Rådhuset è una stazione della metropolitana di Stoccolma, localizzata sull'isola di Kungsholmen, nella parte occidentale della città.
La denominazione deriva dall'immediata vicinanza del municipio di Stoccolma (in svedese, per l'appunto, Stockholms rådhus), il quale è anche sede del tribunale distrettuale di Stoccolma.

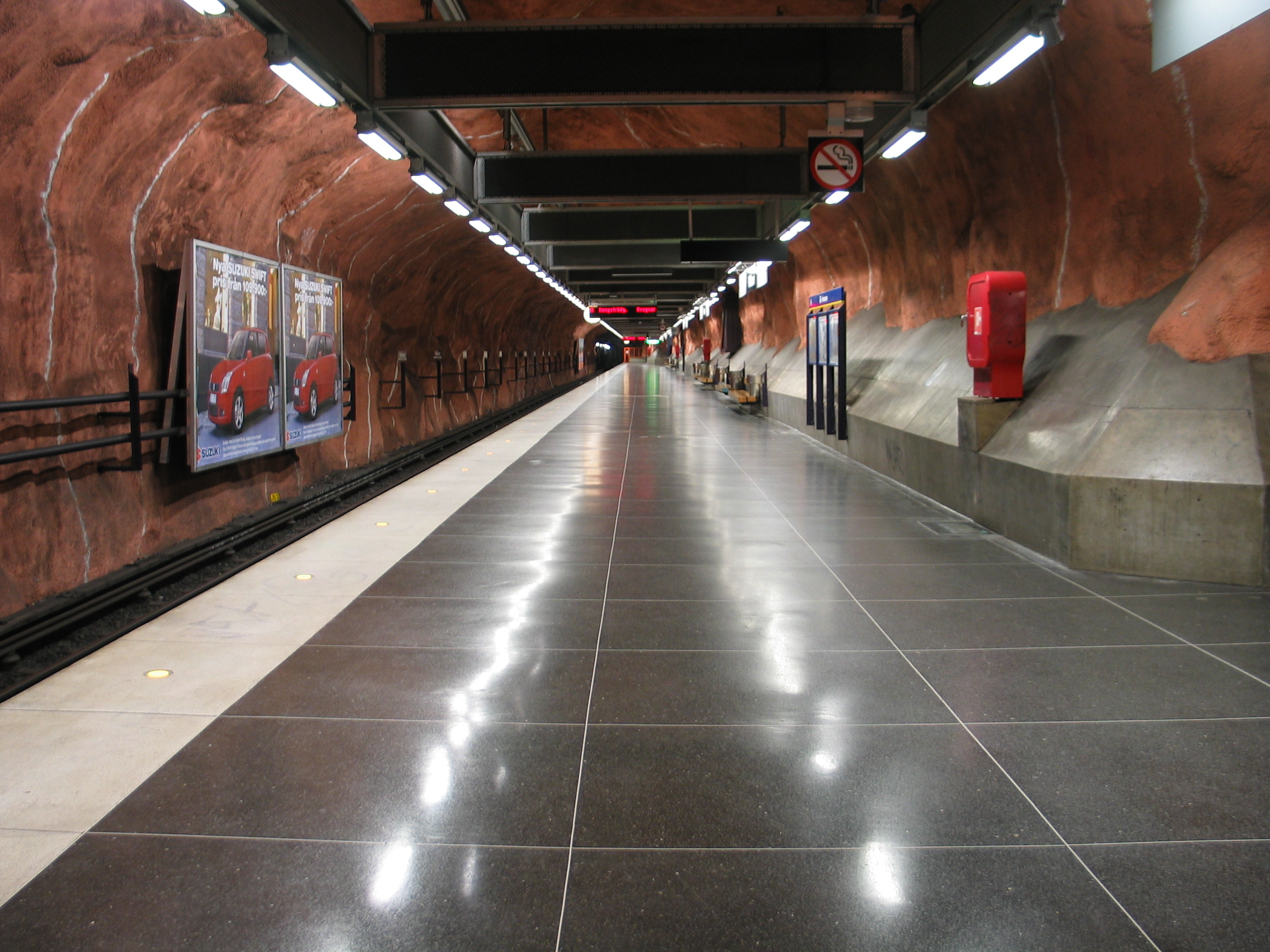
L'interno della stazione.

L'inaugurazione ufficiale avvenne il 31 agosto 1975, in concomitanza con l'apertura del tratto iniziale della linea blu, fra T-Centralen e Hjulsta. Gli interni della stazione sono stati creati seguendo i principi dell'architettura organica, richiamando le sembianze di una grotta. Le piattaforme sono situate ad una profondità di circa 27 metri sotto il livello del suolo. La progettazione era stata al tempo affidata agli architetti Michael Granit e Per H. Reimers, all'interno invece le rappresentazioni artistiche sono opera di Sigvard Olsson.
Spesso viene considerata come stazione di transito: è infatti localizzata sulla linea blu, tra le fermate di Fridhemsplan e T-Centralen. Essendo queste ultime le due fermate più frequentate della tratta, presso Rådhuset si riscontra un più moderato flusso di passeggeri in entrata e uscita: durante un giorno lavorativo, vi transitano pressappoco 8.300 persone. La stazione ferroviaria centrale dista circa un chilometro da qui.

## Tempi di percorrenza
| Linea   | Capolinea       | Tempo  | Stazione                 | Tempo       |
| T10     | Hjulsta         | 19 min | Fridhemsplan T-Centralen | 1 min 2 min |
| T11     | Akalla          | 19 min | Fridhemsplan T-Centralen | 1 min 2 min |
| T10/T11 | Kungsträdgården | 4 min  | Fridhemsplan T-Centralen | 1 min 2 min |